# Северский трубный завод
Се́верский тру́бный заво́д (СТЗ) — один из старейших российских металлургических заводов на Урале, расположенный в городе Полевско́м (Свердловская область).
Специализируется на производстве труб. Относится к трубным заводам «Большой восьмёрки».

## Во владении Турчаниновыми
В начале 1730-х в окрестностях Полевского посёлка на реке Северушка (Северная, Северная Полевая) были обнаружены богатые залежи железной руды. Вскоре после этого известия, по распоряжению Канцелярии главного правления Сибирских, Казанских и Оренбургских заводов от 21 августа 1734 года, Василий Никитич Татищев выбрал место для строительства железоделательного завода, и уже 1 апреля 1735 года начались строительные работы.
Завод стал основой поселения, из которого впоследствии сформировалась северная часть города Полевской. В 1735 году В. Н. Татищев утвердил клеймо для продукции Северского железоделательного завода — восьмилучевую звезду. В настоящее время изображение этого исторического клейма присутствует на гербе города Полевской.
Чугун Полевского завода стал поступать на кричную фабрику Северского завода, заработавшую 15 января 1739 года. В этот день она отправила кричное железо своим первым потребителям — Уткинскому и Сылвинскому заводам.
31 декабря 1751 года рядом с кричной фабрикой была построена камнерезная. Обработанный на ней местный мрамор отправлялся в столичный Петербург для отделки дворцов и площадей. И чугун, и мрамор сплавлялись на коломенках, изготовленных здесь же.
Указами Сената от 29 января и 14 марта 1757 года Северский, Полевской и Сысертский заводы были проданы соликамскому купцу Алексею Фёдоровичу Турчанинову. До этого они находились в государственной собственности.
А. Ф. Турчанинов, став владельцем заводов, старался выполнять Берг-регламент Сената 1739 года:
…Чтобы те отданные им заводы содержали во всякой исправности не токмо против нынешнего их состояния без умаления и упадка, но и всевозможно б старались те заводы против нынешнего размножить…
| Год  | Северский завод | Сысертский завод |
| ---- | --------------- | ---------------- |
| 1759 | 688,8           | 906,5            |
| 1760 | 929,9           | 976,4            |

В 1766 году горная комиссия, посетившая округ с проверками, была удовлетворена результатами работы турчаниновских заводов. Об этом, в частности, можно судить и по сохранившимся сведениям относительно роста производства железа в 1759—1760 годах (в тоннах) приведено в таблице.
В 1770 году Пётр-Симон Паллас, находясь в научной экспедиции по территориям Урала и Западной Сибири, оставил следующее описание Северского завода:
При сем заводе число работников весьма мало, а из снастей только две молотовые, каждая о трёх молотках; доменная, в коей один плющильный молот для железа, а другой для меди; якорная кузница, где заводские снаряды приготовляются. Кузница о двух горнах, и одна ныне не употребительная каменная вододействующая точильня … все они построены из кирпича…
Во время пугачёвского восстания А. Ф. Турчанинов не только сумел удержать в повиновении бо́льшую часть мастеровых своего округа, но и способствовал его подавлению.
После смерти А. Ф. Турчанинова 21 марта 1787 года у него осталось 9 наследников: вдова, пять дочерей и три сына. Фактически руководить заводами стала безграмотная вдова Филициата Турчанинова. Выходя замуж, дочери забирали свои паи. Заводы, включая и Северский, стали приносить большие убытки, на них начались волнения мастеровых. Из воспоминаний управляющего заводами К. Кокшарова:
Денег не было иногда по полугоду, иногда и более; часто случалось, что рабочим не выдавалось ни жалования, ни провианта по нескольку месяцев.
Ещё при жизни Ф. Турчаниновой её дочь Наталья Алексеевная Колтовская скупила паи своих сестёр. С этого момента Н. А. Колтовская наряду с матерью являлась главной наследницей заводов.

## Во владении Соломирскими
29 апреля 1832 года сын Н. А. Колтовской Павел Дмитриевич Соломирский купил «участие в заводах» у матери. С течением времени бо́льшая часть наследства Турчанинова стала принадлежать ему. В годы руководства П. Д. Соломирского завод продолжал развиваться:
- в 1848 году появилась механическая мастерская;
- 2 июня 1859 года (по другим данным, в 1860 году) вошла в строй доменная печь № 1 — уникальный, сохранившийся до наших дней, памятник промышленной архитектуры и производства.

После смерти П. Д. Соломирского, его дела принял сын — Дмитрий Павлович. Дмитрий Павлович развил кипучую деятельность. При нём близ Северского завода были открыты железные и хромовые рудники: Кулигинский, Сосновский, Рябиновский, Северский, Аркадьевский и Смородинский. Их открытие положительно сказалось на деятельности завода и качестве его продукции. Борясь с конкурентами, он старался выставлять как можно больше металлоизделий: сортовое, листовое, резное, угловое, обручное и шинное железо, пудлинговые куски металла, разные сорта чугуна.
В 1891 году начала перевод завода с кричного способа производства металла на пудлингово-сварочный. Этот перевод потребовал огромного вложения средств на реконструкцию и расширение предприятия. С целью удешевления продукции в качестве топлива стали применять газ и торф. В это же время была перестроена прорезь плотины.
В 1893 году пустили в действие сначала 5-тонную, а затем 10-тонную мартеновские печи. Заработал универсальный прокатный стан для прокатки тонкого полосового, широкополосного одинарочного, сошникового железа.
Начавшийся в середине 1890-х годов продолжительный кризис перепроизводства привёл к значительному падению цен на металлургическую продукцию. В связи с этим на заводе стали практиковаться «гулёвые дни», понизилась заработная плата. Кризис усугубился вследствие русско-японской войны.
В 1906 году Д. П. Соломирский был вынужден взять под залог округа ссуду, чтобы частично погасить долги кредиторам. Он скупил новые паи и сосредоточил в своих руках 103 пая из 126. Но конкурентоспособность округа продолжала падать. В эти же годы произошло усиление революционной борьбы, владельцу завода угрожали расправой и даже стреляли в него.
В этот период многие заводовладельцы уже продали свои предприятия. В конце 1908 года решился на это и Д. П. Соломирский. Он обратился в Горный департамент с просьбой разрешить продать своё хозяйство шведу А. Персону, затем Русской горнопромышленной корпорации, однако торги не состоялись.
На 1 июня 1911 года на Сысертском горном округе было более полутора миллионов рублей задолженности. Специально для покупки владений наследников А. Ф. Турчанинова и П. Д. Соломирского было создано акционерное общество «Сысертский горный округ». Старые долги округа были погашены, а прежние его владельцы ликвидировали здесь свою собственность. Заводы округа перешли в собственность русско-британского общества в Петербурге, с британской стороны связанного с компаниями «De Beers» и «Голд Филдс оф Саут Африка», основанными Сесилем Родсом.

## Довоенные годы
Из-за нехватки топлива на Северском заводе в 1914 году остановлена, а в 1930-х годах разрушена доменная печь № 2.
10 января 1920 года Металлбюро прислало В. И. Ленину телеграмму, в которой сообщалось:
… 23 ноября остановлены мартеновская печь в Северском заводе … сортовой стан … за недостатком металла … 1 января выдута доменная печь №1 ввиду изношенности шахты и горного хода печи … Постепенная остановка завода неизбежна …
| Наименование | 1918 год | 1919 год | 1920 год |
| ------------ | -------- | -------- | -------- |
| Чугун        | 3338     | 3645     | 244      |
| Сталь        | 4150     | 5150     | 1850     |

За период с 1918 по 1920 годы заводом было выработано продукции (в тоннах) приведено в таблице.
В 1921—1926 годах завод находился на консервации, а в ноябре 1925 года был передан в концессию английской компании Лена Голдфилдс Лимитед. В это время была вновь запущена в работу доменная печь № 1, которая проработала до 1932 года, а затем была остановлена на реконструкцию и с тех пор находится на консервации. В последние месяцы перед остановкой печь № 1 имела производительность до 60 тонн чугуна в сутки. В помещении разрушенной доменной печи № 2 была установлена вагранка с производительностью 3—4 тонн чугуна в час, привезённая из Сысерти.
| Печь | 1931 год | 1933 год | 1935 год | 1937 год |
| ---- | -------- | -------- | -------- | -------- |
| № 1  | 12914    | 19232    | 26054    | 48464    |
| № 2  | —        | 10231    | 26496    | 47536    |

В 1927 году концессия заказала для завода две мартеновских печи немецкой фирмы «DEMAG» производительностью 135 тонн стали в сутки каждая. Для этих печей в 1928—1929 годах был возведён отдельный мартеновский цех. Концессия, до расторжения договора, успела пустить в ход только печь № 1. Вторая печь заработала лишь спустя четыре года — 13 ноября 1933 года. Выпуск стали рос год от года (в тоннах) приведено в таблице.
До расторжения договора концессия также успела построить железнодорожную колею, открывшую предприятию выход на центральную железнодорожную магистраль, расширила Штанговую электростанцию, подключила завод к кольцу Уралэнерго. Кроме того, было возведено здание листопрокатного цеха, а у чехословацкой фирмы «Витковиц-Прага» был закуплен стан производительностью 16 млн тонн листового железа в год. К 1930 году, когда договор о концессии был прерван, стан был смонтирован на 90 %, но его эксплуатация началась лишь в 1935 году.

## Послевоенное время
1941—1945 годы — Во время Великой Отечественной войны на предприятие было эвакуировано оборудование Новомосковского жестекатального завода. В короткий срок были построены и пущены в эксплуатацию новые цехи и станы, освоен выпуск новой продукции. В годы войны на заводе были пущены в эксплуатацию две мартеновские печи. С пуском этого оборудования СМЗ многократно увеличил выпуск стали и проката, необходимых для танковых, артиллерийских, авиационных и других заводов оборонной промышленности.
В 1947 на заводе прокатан первый лист белой жести. В 1956 году Северскому металлургическому заводу присвоено имя Ф. А. Меркулова
В 1960-е годы началось освоение нефтегазовых месторождений Тюмени и Западной Сибири. Удобное географическое расположение, близость к транспортным магистралям и потенциальным потребителям стали основанием для коренной реконструкции Северского металлургического завода. В 1963 году на Северском заводе начался выпуск электросварных труб. В 1965 году Северский металлургический завод был переименован в Северский трубный завод. В 1976 году был налажен выпуск бесшовных горячекатаных труб.
В 1976 году был запущен трубопрокатный цех. В честь этого события состоялся праздничный митинг, на котором выступил секретарь Свердловского обкома КПСС Б. Н. Ельцин.
В 1986 году за большие заслуги в развитии чёрной металлургии и обеспечение народного хозяйства трубами высокого качества Северский трубный завод был награждён орденом Трудового Красного Знамени.
- Награды предприятия в музее Северская домна

## Постсоветский период
С начала 1990-х годов завод начал внедрение в производство международных стандартов, систем обеспечения качества продукции, продолжил своё расширение. В 1993 году были введены в эксплуатацию стан 20-76 в ТЭСЦ-2 мощностью 100 тыс. тонн труб и стан 10-63,5 мощностью 32 тыс. тонн труб.
В апреле 2002 года Северский трубный завод заключил соглашение с ТМК, на основании которого ТМК оказывает заводу управленческие услуги, включающие стратегическое планирование и координацию деятельности, разработку производственной, технической, маркетинговой, сбытовой и финансово-экономической политики предприятия.
В настоящее время Северский трубный завод выпускает трубы по нескольким российским и международным сертификатам, включая немецкие (DIN) и американские(ASTM) стандарты. Основную часть продукции составляют стальные бесшовные трубы различного диаметра из стали различных марок для нефтепроводов, нефтяных скважин, котельных, а также для применения в автомобилестроении.
Северский трубный завод является градообразующим предприятием Полевского.

## XXI век
В ноябре 2008 года на предприятии была введена в эксплуатацию современная дуговая сталеплавильная печь фирмы SMS Demag. Это стало заключительным шагом в создании современного сталеплавильного комплекса на СТЗ, где ранее были введены в эксплуатацию установка «печь-ковш» и машина непрерывного литья заготовки. В результате перехода от мартеновского к высокотехнологичному электросталеплавильному производству СТЗ увеличивает годовую мощность на 25 % до 1 млн тонн жидкой стали или 950 тыс. тонн высококачественной непрерывнолитой заготовки. Реализация проекта позволит обеспечить расширить ассортимент выплавляемых сталей.
В январе 2009 на СТЗ завершена эксплуатация мартеновских печей в связи с переходом к электросталеплавильному производству. С момента создания в мартеновском цехе выпущено около 40 млн тонн стали.
В 2009 году на территории завода был открыт музейный комплекс Северская домна. В экспозиции представлены образцы продукции завода разных периодов. Главным экспонатом является доменная печь 1898 года постройки.
К 2014 в Трубопрокатном цехе № 1 завершена коренная реконструкция производства и вступил в строй непрерывный трубопрокатный стан FQM. В 2019 году построен и в 2020 году начал работу современный термоотдел № 3 этого же цеха.
Для отдыха заводчан на берегу Макаровского водохранилища возле села Курганово была построена база отдыха «Трубник».

23 февраля 2024 года вместе с другими компаниями группы «ТМК», АО «Северский трубный завод» включён в блокирующий санкционный список США направленный «против металлургического и горнодобывающего сектора России».
- Вид с высоты
- Цех завода, октябрь 2014 года
- Музейный комплекс Северская домна
- Река Северушка и Северский пруд
- Отстойник технической воды

## Руководители завода
- с 2022 по настоящее время — Марков Дмитрий Всеволодович;
- с 2009 по 2022 — М. В. Зуев;
- с 1997 по 2009 — А. С. Дегай[12];
- с 1995 по 1997 — В. А. Лаптев[12];
- с 1993 по 1995 — А. М. Меньшиков[12];
- с 1975 по 1993 — О. В. Танцырев[12];
- с 1971 по 1975 — А. Н. Султинских[12];
- с 1966 по 1971 — И. М. Усачёв[12];
- с 1961 по 1966 — И. П. Ковырялов[12];
- с 1949 по 1961 — В. Г. Вершинин[13];
- с 1943 по 1949 — В. П. Ревебцов[13].